# The Black Cobra
The Black Cobra è un film italiano del 1987 diretto da Stelvio Massi. Fu seguito da The Black Cobra 2 (1988), Black Cobra 3 - Manila Connection (1989) e Black Cobra 4 - Detective Malone (1991).

## Trama
Il detective della polizia di Chicago Robert Malone si afferma come un poliziotto anticonformista e intransigente quando uccide alcuni criminali durante una situazione di stallo tra ostaggi. Successivamente, si ritrova a proteggere una fotografa che ha assistito ad un omicidio ad opera di alcuni motociclisti che uccidono a piacimento.